# 救荒
救荒（きゅうこう）とは、飢饉が実際に発生した際に行われる対応策のこと。

## 歴史

### 中国
｢凶年飢健を救うための政策」という意味の荒政という言葉が『周礼』地官司徒に記されていることから、先秦時代から凶年や飢饉に対する政策が考えられていたことがわかっている。そういった救荒政策についてまとめた救荒書が編纂されたのは研究者の知る限りでは、宋代の『救済流民経画事件』一巻が最初だと考えられている。そして、救荒書として食べられる植物に関する知識に焦点を当てたのが明代初期の『救荒本草』である。
飢饉が起きることに備えた備蓄、備荒貯蓄として、囲米・義倉・常平倉などの制度が取られた。

### 日本

#### 江戸時代
江戸時代においては、以下のような政策が採られていた。
- 減租…年貢の軽減策。年貢そのものの減額を行う破免と納期の延期を行う用捨免があった。
- 貸与…米麦や金銭などの低利貸付。食料を貸し付ける夫食貸（ぶじきがし）・種子を貸し付ける種貸、年貢納付に充てる米銭を貸し付ける延売貸をはじめ、牛馬・農具・肥料代の貸し付けも行われた。
- 拝借金…江戸幕府が諸藩に対して飢饉救済のために行う貸付。
- 施与…米銭もしくは日用品を支給して窮状の緩和を行う。また、御救小屋のような施設を設置して粥などを振舞って当座をしのがせる。
- 御救普請…現代で言う公共工事を行って窮民を雇い入れる。
- 飯米喰延…津留や酒・豆腐などの加工品の製造禁止によって穀物の確保を行うと同時に武士を含めた全階層に対して食料消費の節約を命じる（米飯の粥食化など）。
- 救荒食…上記の食料消費の節約を関連して、救荒食物を始めとする代用となる食物の栽培・消費を行わせた。深刻な場合には野草などを食することも行われたが、有毒植物を食することによる事故や病気を防止するために時疫御触書が出されることがあった。
- 価格統制…米価などを法令によって統制して値上げを防止する。

### 近年の援助について
人道援助を行うグループの間では、食料を直接届けるより、食料を得るための通貨などを配った方が効率的で経済的で即効性があると考えられており、国際連合世界食糧計画の事務局長ジョゼット・シーランは食糧援助の「革命」と表現した。ただし、市場などの物流から遠い地域の人たちには、この手法は通用せず食料を直接届けた方がよい場合もある。
栄養失調などの医療に関する知識も発展し、重度の栄養失調者用の治療食すぐに食べられる栄養補助食品なども開発された。

### 救荒書の一覧
中国
- 救済流民経画事件
- 救荒本草
- 救荒活民書
- 荒政考

日本
- 農喩
- かてもの
- 救荒須知録
- 救荒鄙諭
- きゝん心得種
- 救荒便覧
- 備荒草木図
- 民間備荒録 - 江戸時代中期の医者建部清庵の書
- 天明救荒録
- 小野蘭山の『救荒本草会誌』
- 岩崎常正の『救荒本草通解』
- 忘飢草 半井宗玄
- 荒年充糧志 - 館柳湾
- 救荒食物便覧、救荒植物集説 - 幕末から明治期の本草学者・医学者 伊藤圭介
- 種芸年中行事

## 対策組織
- 尚歯会 - 天保の大飢饉対策組織